# Elizabeth Avellán
Elizabeth Avellán Veloz  (sinh ngày 8 tháng 11 năm 1960) là nhà sản xuất phim người Mỹ gốc Venezuela.

## Cuộc đời và sự nghiệp
Avellán được sinh ra ở Caracas, Venezuela. Ông nội của cô, Gonzalo Veloz Mancera, đã tạo ra đài truyền hình tư nhân đầu tiên của Venezuela, Televisa. Khi còn là một thiếu niên, cô và gia đình chuyển đến Houston, Hoa Kỳ, nơi cô theo học Đại học Rice.
Cô là đồng chủ sở hữu hiện tại và phó chủ tịch của Troupetaker Studios, công ty sản xuất mà cô và chồng cũ, Robert Rodriguez, thành lập năm 2000. Avellán cũng là nhà sản xuất điều hành của In and Out of Focus, một bộ phim tài liệu về việc cân bằng giữa việc làm mẹ và sự nghiệp trong kinh doanh phim ảnh.

## Phim
| Năm  | Phim ảnh | Được ghi là                           | Được ghi là                                                                                 | Được ghi là | Được ghi là |
| Năm  | Phim ảnh | Nhà sản xuất / Nhà sản xuất điều hành | Nữ diễn viên                                                                                | Hoạt hình   | Khác        |
| ---- | --- | ------------------------------------- | ------------------------------------------------------------------------------------------- | ----------- | ----------- |
| 1991 | Đầu giường |                                       | Có\| style="background:#9F9;vertical-align:middle;text-align:center;" class="table-yes"\|Có |             |             |
| 1992 | El Mariachi \| style="background:#9F9;vertical-align:middle;text-align:center;" class="table-yes"\|Có |                                       | Có                                                                                          |             |             |
| 1995 | Tuyệt vọng \| style="background:#9F9;vertical-align:middle;text-align:center;" class="table-yes"\|Có |                                       |                                                                                             |             |             |
| 1996 | Từ Hoàng hôn cho đến bình minh \| style="background:#9F9;vertical-align:middle;text-align:center;" class="table-yes"\|Có |                                       |                                                                                             |             |             |
| 1997 | Boogie nghiêng đầy đủ |                                       |                                                                                             | Có          |             |
| 1997 | Câu chuyện có thật về những người đàn ông bánh rán \| style="background:#9F9;vertical-align:middle;text-align:center;" class="table-yes"\|Có                                                                                 |                                       |                                                                                             |             |             |
| 1998 | Khoa \| style="background:#9F9;vertical-align:middle;text-align:center;" class="table-yes"\|Có |                                       |                                                                                             |             |             |
| 1999 | Từ Dusk Till Dawn 2: Texas Blood Money \| style="background:#9F9;vertical-align:middle;text-align:center;" class="table-yes"\|Có                                                                                             |                                       |                                                                                             |             |             |
| 1999 | Từ Dusk Till Dawn 3: Con gái của Hangman \| style="background:#9F9;vertical-align:middle;text-align:center;" class="table-yes"\|Có                                                                                           |                                       |                                                                                             |             |             |
| 1999 | Bên ngoài Providence |                                       |                                                                                             | Có          |             |
| 2000 | Hollywood đi xuống địa ngục |                                       |                                                                                             | Có          |             |
| 2001 | Những đứa trẻ gián điệp \| style="background:#9F9;vertical-align:middle;text-align:center;" class="table-yes"\|Có |                                       |                                                                                             |             |             |
| 2002 | Trong và ngoài tiêu điểm |                                       |                                                                                             | Có          |             |
| 2002 | Spy Kids 2: Đảo của những giấc mơ đã mất \| style="background:#9F9;vertical-align:middle;text-align:center;" class="table-yes"\|Có                                                                                           |                                       |                                                                                             |             |             |
| 2003 | Ngày xửa ngày xưa ở Mexico \| style="background:#9F9;vertical-align:middle;text-align:center;" class="table-yes"\|Có |                                       |                                                                                             |             |             |
| 2003 | VH1: Mọi quyền truy cập |                                       |                                                                                             | Có          |             |
| 2003 | Spy Kids 3-D: Trò chơi kết thúc \| style="background:#9F9;vertical-align:middle;text-align:center;" class="table-yes"\|Có |                                       |                                                                                             |             |             |
| 2005 | Thành phố tội lỗi \| style="background:#9F9;vertical-align:middle;text-align:center;" class="table-yes"\|Có |                                       |                                                                                             |             |             |
| 2005 | Cuộc phiêu lưu của Sharkboy và Lavagirl trong 3-D \| style="background:#9F9;vertical-align:middle;text-align:center;" class="table-yes"\|Có                                                                                  |                                       |                                                                                             |             |             |
| 2005 | Thành phố tội lỗi: Buổi ra mắt |                                       |                                                                                             | Có          |             |
| 2005 | Starz trên phim trường: Thành phố tội lỗi |                                       |                                                                                             | Có          |             |
| 2005 | Secuestro Express \| style="background:#9F9;vertical-align:middle;text-align:center;" class="table-yes"\|Có |                                       |                                                                                             |             |             |
| 2005 | Curandero \| style="background:#9F9;vertical-align:middle;text-align:center;" class="table-yes"\|Có |                                       |                                                                                             |             |             |
| 2007 | Sự thật về vẻ đẹp \| style="background:#9F9;vertical-align:middle;text-align:center;" class="table-yes"\|Có |                                       |                                                                                             |             |             |
| 2007 | Nhà máy xay \| style="background:#9F9;vertical-align:middle;text-align:center;" class="table-yes"\|Có |                                       |                                                                                             |             |             |
| 2007 | Bằng chứng tử thần \| style="background:#9F9;vertical-align:middle;text-align:center;" class="table-yes"\|Có |                                       |                                                                                             |             |             |
| 2007 | Hành tinh khủng bố \| style="background:#9F9;vertical-align:middle;text-align:center;" class="table-yes"\|Có |                                       |                                                                                             |             |             |
| 2008 | Những đứa trẻ của Widney High \| style="background:#9F9;vertical-align:middle;text-align:center;" class="table-yes"\|Có |                                       |                                                                                             |             |             |
| 2008 | Santos \| style="background:#9F9;vertical-align:middle;text-align:center;" class="table-yes"\|Có |                                       |                                                                                             |             |             |
| 2009 | Toàn bộ \| style="background:#9F9;vertical-align:middle;text-align:center;" class="table-yes"\|Có |                                       |                                                                                             |             |             |
| 2009 | Quần short: Cuộc phiêu lưu của hòn đá ước \| style="background:#9F9;vertical-align:middle;text-align:center;" class="table-yes"\|Có\| style="background:#9F9;vertical-align:middle;text-align:center;" class="table-yes"\|Có |                                       |                                                                                             |             |             |
| 2010 | Dao rựa \| style="background:#9F9;vertical-align:middle;text-align:center;" class="table-yes"\|Có |                                       |                                                                                             |             |             |
| 2010 | Động vật ăn thịt \| style="background:#9F9;vertical-align:middle;text-align:center;" class="table-yes"\|Có |                                       |                                                                                             |             |             |
| 2011 | Spy Kids: Mọi lúc trên thế giới \| style="background:#9F9;vertical-align:middle;text-align:center;" class="table-yes"\|Có |                                       |                                                                                             |             |             |
| 2013 | Thiên thần hát \| style="background:#9F9;vertical-align:middle;text-align:center;" class="table-yes"\|Có |                                       |                                                                                             |             |             |
| 2014 | Sin City: A Dame to Kill For \| style="background:#9F9;vertical-align:middle;text-align:center;" class="table-yes"\|Có |                                       |                                                                                             |             |             |